# Marseillaise (1903)
El Marseillaise fue un crucero acorazado de la Marina Francesa, puesto en grada en Brest, en diciembre de 1899, y botado el 14 de julio de 1900.
Formaba parte de la Clase Gloire de cruceros acorazados.

## Historia operacional
Prestó servicio en la Primera Guerra Mundial en el Escuadrón Atlántico, como buque de escolta en el Atlántico.
En 1920, escoltó al buque de pasajeros alemán George Washington que llevaba, desde Europa, al Presidente de los Estados Unidos Woodrow Wilson de vuelta a su país.
En 1922, fue puesto en la reserva y usado como buque escuela de artillería desde 1925.
Fue dado de baja el 13 de febrero de 1932 y desguazado al siguiente año.

## Anexos
- Anexo:Cruceros acorazados por país

- Datos: Q5502107
- Multimedia: Marseillaise (ship, 1900) / Q5502107